# Aberdeen Wings
Aberdeen Wings är ett amerikanskt juniorishockeylag som spelar i North American Hockey League (NAHL) sedan de grundades 2010. De spelar sina hemmamatcher i inomhusarenan Odde Ice Center, som har en publikkapacitet på 1 600 åskådare vid ishockeyarrangemang, i Westport i South Dakota. Wings har fortfarande inte vunnit någon Robertson Cup, som delas ut till det lag som vinner NAHL:s slutspel.
De har ännu inte fostrat någon nämnvärd spelare.